# 정즈
정즈 (중국어 간체자: 郑智, 정체자: 鄭智, 병음: Zhèng Zhì, 1980년 8월 20일 ~ )는 중국의 축구 선수 출신 축구 지도자로 현재 중국 축구 국가대표팀의 수석 코치를 맡고 있다.
2016년 9월 2일 대한민국과의 2018 러시아 월드컵 예선전에서 대한민국의 손흥민이 찬 프리킥이 지동원의 머리를 스치며 흘렀고 그의 오른발을 맞고 그대로 골로 연결되며 자책골을 기록하였다. 이 경기에서 중국은 위하이와 하오쥔민이 득점을 올리면서 분전하였지만 2대3으로 패배하였다.

## 수상 내역

### 클럽
광저우 FC
- 중국 슈퍼리그 : 우승 (2011, 2012, 2013, 2014, 2015, 2016, 2017), 준우승 (2018, 2020)
- AFC 챔피언스리그 엘리트 : 우승 (2013, 2015)

### 국가대표팀
중국
- AFC 아시안컵 : 준우승 (2004)

### 개인
- 중국 올해의 선수상 : 2002, 2006
- 아시아 올해의 선수상 : 2013
- 중국 슈퍼리그 올해의 팀 : 2002, 2003, 2004, 2005, 2006, 2012, 2013, 2014
- AFC 챔피언스리그 드림팀 : 2013
- AFC 아시안컵 베스트 팀 : 2004

## 같이 보기
- A매치 100경기 이상 출전한 축구 선수 명단